# Amparo Baró
Pour les articles homonymes, voir Baró.
Amparo Baró San Martín, née le 21 septembre 1937 à Barcelone et morte le 29 janvier 2015 à Madrid, est une actrice espagnole.

## Biographie
Elle commence à travailler au côté d'Adolfo Marsillach. Elle a toujours été une actrice de théâtre très populaire et son rôle de Sole pour la série de télévision 7 Vidas l'a rendue populaire hors des théâtres. Elle a incarné le rôle de la gouvernante Jacinta dans la série El Internado de 2007 à 2010.

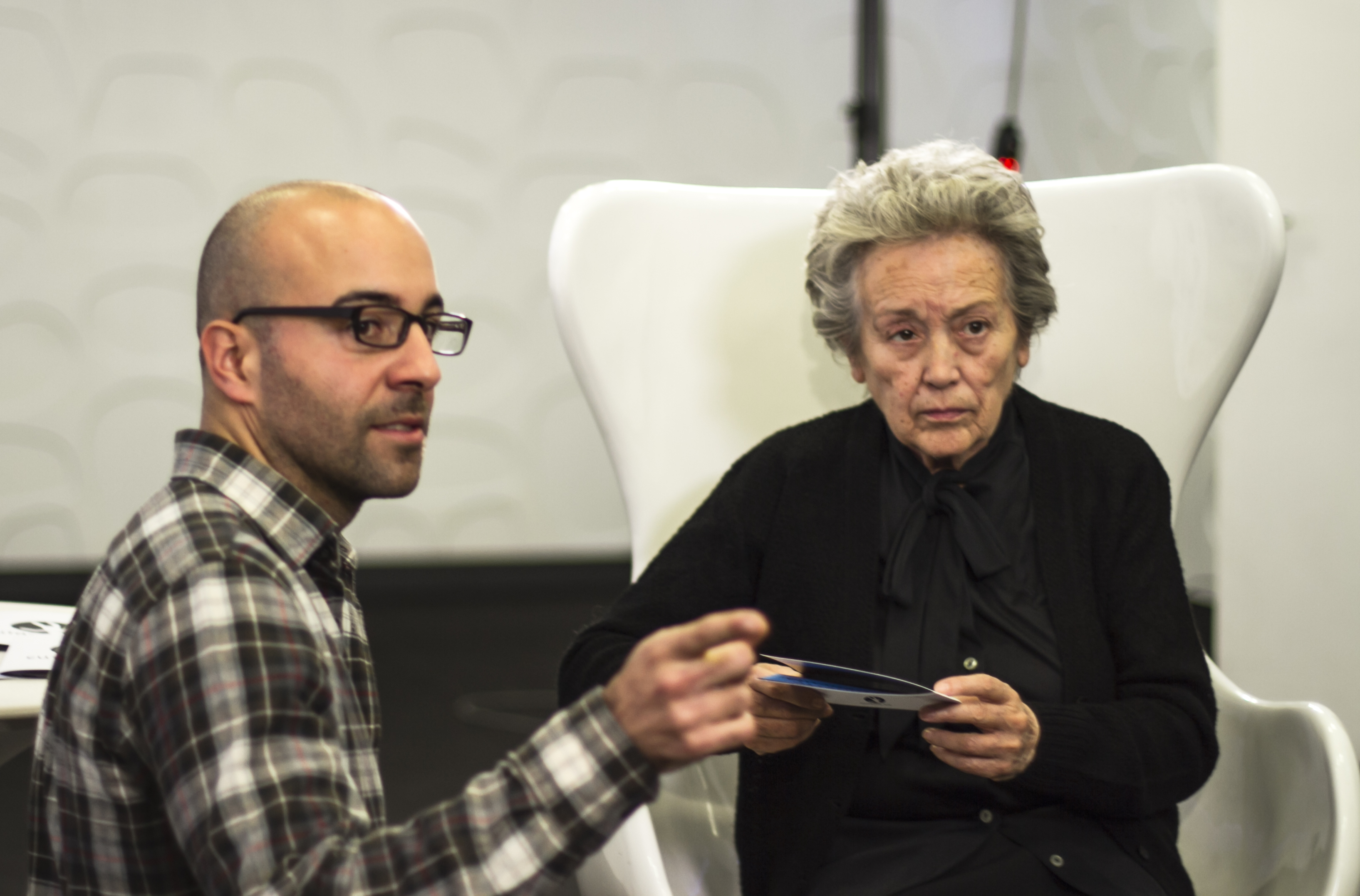
Amparo Baró et Víctor Nores, réalisateur du court métrage Eutanas S. A.

Elle meurt à Madrid le 29 janvier 2015 des suites d'un cancer.

## Filmographie
- 1957 : Serments d'amour (Tormento d'amore) de Leonardo Bercovici et Claudio Gora
- 1957 : Rapsodia de sangre d'Antonio Isasi-Isasmendi
- 1960 : Trío de damas (1960), de Pedro Lazaga : une employée du magasin de mode[2]
- 1960 : Fais gaffe mignonne... (Llama un tal Esteban), de Pedro Luis Ramírez : une vendeuse[2]
- 1961 : Sendas cruzadas, de Juan Xiol
- 1961 : Adiós, Mimí Pompón, de Luis Marquina : Lorenza[2]
- 1962 : Tres de la Cruz Roja (1962), de Fernando Palacios : Consuelito[2]
- 1962 : Margarita se llama mi amor, de Tito Fernández : étudiante avec Desi[2]
- 1962 : Terre de violence (es) (Tierra de todos), d'Antonio Isasi-Isasmendi : María [2]
- 1963 : La chica del trébol, de Sergio Grieco : Alicia[2]
- 1964 : Tengo 17 años, de José María Forqué : commerçante[2]
- 1968 : La banda del Pecas, de Jesús Pascual : Marina Ruiz[2]
- 1969 : Carola de día, Carola de noche, de Jaime de Armiñán
- 1978 : Al servicio de la mujer española, de Jaime de Armiñán : Mari Galdós[2]
- 1980 : El nido, de Jaime de Armiñán : Fuen, la mère
- 1980 : 127 millones libres de impuestos, de Pedro Masó : Pity[2]
- 1981 : El divorcio que viene, de Pedro Masó : Paquita
- 1981 : Apaga... y vámonos, d'Antonio Hernández : Rosario[2]
- 1982 : En septiembre, de Jaime de Armiñán : Aurora[2]
- 1985 : El elegido (1985), de Fernando Huertas : Pilar[2]
- 1985 : Stico de Jaime de Armiñán : Felisa
- 1987 : La Forêt animée (El bosque animado) de José Luis Cuerda : Amelia Roade
- 1987 : Cara de acelga (1987), de José Sacristán : Loles
- 1987 : Mi general, de Jaime de Armiñán : Madame Crespo
- 1988 : Soldadito español, d'Antonio Giménez Rico : Lola
- 1989 : Les Choses de l'amour (Las cosas del querer), de Jaime Chávarri : Balbina
- 1993 : Las cosas del querer 2 (es), de Jaime Chávarri : Balbina, assistante de Pepita
- 1994 : Al otro lado del túnel, de Jaime de Armiñán : Rosa
- 1995 : Bouche à bouche (Boca a boca) de Manuel Gómez Pereira : mère de Raúl
- 1995 : El palomo cojo (es)), de Jaime de Armiñán : Reglita[2]
- 2003 : Noviembre, d'Achero Mañas : Helena[2]
- 2005 : A falta de pan (court-métrage)[3]
- 2007 : Siete mesas de billar francés de Gracia Querejeta : Emilia

## Théâtre
- Nunca es tarde... si se llega temprano (1957)
- Las personas mayores son unos niños (1972)
- Ondina (1973)
- La Dama boba (1974)
- Casa de muñecas (1975)
- La venganza de Don Mendo (1977)
- Los peces rojos (1978)
- Los buenos días perdidos (1980)
- Los habitantes de la casa deshabitada (1981)
- Frankie y la boda (1982)
- Tres sombreros de copa (1983)
- Las mujeres sabias (1984)
- Las bacantes  (1985)
- Materia Reservada (1987)
- Destino a Broadway (1989)
- Leticia y los peces rojos (1991)
- Siempre en otoño (1993)
- La opinión de Amy (1998)

## Télévision
- 1959 : Galería de maridos (es), série télévisée de Jaime de Armiñán
- 1960 : Mujeres solas (es), série télévisée de Jaime de Armiñán : Paula
- 1961 : Chicas en la ciudad (es), série télévisée de Jaime de Armiñán : Paula
- 1963 : Cuarto de estar (es), série télévisée de Manuel Rosas : Paloma
- 1964 - 1965 : Confidencias (es), série télévisée de Jaime de Armiñán : Manoli[2]
- 1965 - 1967 : Tiempo y hora (es), série télévisée de Jaime de Armiñán : Carola / Fuencisla[2]
- 1965 : Primera fila (es), émission télévisée
- 1965 - 1984 : Estudio 1 (es), émission télévisée
- 1965 : El tercer rombo, série télévisée de Gustavo Pérez Puig
- 1967 : Autores invitados, série télévisée d’Esteve Duran
- 1967 : Telecomedia de humor, série télévisée d’Esteve Duran et Gerardo N. Miró
- 1969 : Hora once (es), série télévisée : Marta
- 1971 - 1974 : Del dicho al hecho (es), série télévisée de Jaime de Armiñán : Norma / Sole / Leti /[2] ...
- 1974 - 1976 : Silencio, estrenamos (es), série télévisée de Pilar Miró : la femme[2]
- 1975 : El Quinto jinete, série télévisée de José Antonio Páramo, dans l'épisode Los dados: Teresa[2]
- 1978 : El camino, série télévisée de Josefina Molina : Lola[2]
- 1979 : La venganza de Don Mendo, téléfilm de Gustavo Pérez Puig : Magdalena[2]
- 1982 : Scary Stories (Historias para no dormir), série télévisée de Narciso Ibáñez Serrador, épisode El trapero : Berenice[2]
- 1986 : Recordar, peligro de muerte, série télévisée de Josep Montanyès : Emilia[2]
- 1987 : Lorca, muerte de un poeta (es), série télévisée de Juan Antonio Bardem : Angelina
- 1989 : Primera función, série télévisée, trois épisodes : Mme Piper
- 1992 : Farmacia de guardia, série télévisée, un caméo dans l'épisode Pim, pam, punk
- 1992 - 1994 : Hasta luego, cocodrilo (es), série télévisée d’Alfonso Ungría : Agustina
- 1995 - 1996 : Juntas pero no revueltas (es), série télévisée d’Antonio del Real, 25 épisodes : Benigna
- 1998 - 1999 : Tío Willy (es), série télévisée de Pablo Ibáñez T., treize épisodes : Margarita
- 1999 - 2006 : 7 vidas (es), série télévisée, 204 épisodes : Soledad Huete[2]
- 2003 : El Club de la Comedia (es), émission télévisée
- 2007 : Aída (es), série télévisée, un caméo dans un épisode : Soledad Huete[2]
- 2007 - 2010 : El Internado, feuilleton télévisé de Daniel Écija : Jacinta
- 2009 : Saturday Night Live (Espagne) (es), émission télévisée
- 2011 : Los Quién (es), série télévisée, un épisode : Charo Quintana

## Récompenses
- Premio Ercilla de Teatro, 1996
- Premio Asociación Independiente de Teatro de Alicante a la mejor actriz 1983-84,
- Medalla de Oro del Espectador y la Crítica a la mejor actriz, 1983,
- Premio Círculo de Escritores Cinematográficos, 1979
- Premio Miguel Mihura de la SGAE, 1967
- Antena de Oro a la mejor actriz, 1962
- Ganadora del Premio de la ATV a la mejor actriz de televisión por 7 vidas, 2000, 2001, 2003, 2004.
- Ganadora del Premio a la mejor actriz de l'Unión de Actores, 2003, 2004
- Ganadora del  Premio TP de Oro a la mejor actriz por 7 vidas, 2005
- Prix Goya de la meilleure actrice dans un second rôle pour Siete mesas de billar francés, 2008
- En 2011, elle reçoit la Médaille d'or du mérite des beaux-arts par le Ministère de l'Éducation, de la Culture et des Sports[4].